# ブッチェラート
ブッチェラート(Buccellato)は、ペイストリーの生地にイチジクとナッツを詰めたシチリア州の円形のケーキである。シチリアでは、伝統的にクリスマスに食べられる。
ルッカには、同じ名前で良く似たケーキ（ブッチェラート・ディ・ルッカ）がある。どちらも砂糖漬けの果物の皮を含む環状の甘いパンである。